# Коза, Джон
Джон Коза (англ. John Koza; род. 1944) — учёный и бывший профессор Стэнфордского университета. Пионер в использовании генетического программирования для оптимизации сложных проблем.
Он был одним из основателей англ. Scientific Games Corporation, компании, которая построила компьютерные системы для запуска государственных лотерей в Соединенных Штатах Америки. Джон Коза также является создателем «скретч-карты».
Коза — доктор наук по информатике Университета Мичигана (1972).
Джон Коза имеет свою собственную компанию Генетическое программирование Инк.
В 2006 году Коза предложил план реконструкции Коллегии выборщиков в США, по которому кандидатов можно будет выбирать Национальным народным голосованием.

## Некоторые факты из биографии
В 1950 году будучи гимназистом стремился к созданию персонального компьютера и смог собрать его самостоятельно.

В 1960 году поступил в университет штата Мичиган.

В 1972 году получил степень доктора компьютерных наук

С 1973 по 1987 год исполнительный директор Scientific Games Инк, где он изобрел так называемый лотерейный билет для мгновенной лотереи.

В 1980 году вместе с адвокатом Барри Фадемом активно способствовали развитию компьютерной системы для запуска лотереи

В 1988-2003 годах преподавал курс генетические алгоритмы и генетическое программирование в Стэнфордском университете, где он был профессором-консультантом

## Степени
- B. A., Computer Science, Университет Мичиган, 1964.
- M. A. Mathematics, Университет Мичиган, 1966.
- M. S., Computer Science, Университет Мичиган, 1966.
- PhD., Computer Science, Университет Мичиган, 1972.
- Диссертация на тему «On Inducing a Non-Trivial, Parsimonious Grammar for a Given Sample of Sentence s».

## Стэнфордский Университет
- Преподавал информатику (генетические алгоритмы и генетическое программирование) в Стэнфордском университете с 1988 года по 2004 год
- Преподавал информатику (Artificial Life) в Стэнфордском Университете зимой 1993 года и весной 1994 года.
- Вместе с Руссом Альтманом, преподавал медицинскую информатику весной 1995 года (когда курс был впервые разработан).
- Преподаватель информатики на факультете компьютерных наук, 1988-1991 гг.
- Профессор компьютерных наук в факультете компьютерных наук, 1991-1992, 1992-1998
- Профессор биомедицинской информатики, Медицинский факультет, Школа Медицины, 1998-2005
- Профессор кафедры электротехники, техническая школа, 1999 г. — апрель 2010 года.

## Другая научная деятельность
- Член Попечительского совета Института Санта-Фе (1999—2002)
- Член Ученого совета, Института Санта-Фе (1995—1998)
- Председатель, 1996, 1997 и 1998 Генетической конференции по программированию
- Редактор серии книг о генетическом программированию
- Член Консультативного совета Genetic Programming and Evolvable Machines journal
- Член редакционной коллегии журналов эволюционных вычислений, искусственной жизни и эволюционной оптимизации
- Ассоциированный редактор Соглашения IEEE эволюционных вычислениях (1997—2000)
- Член (с 1999) Исполнительного совета Международного общества генетических и эволюционных вычислений (ISGEC)

## Индустрия
- Председатель, Главный исполнительный директор и соучредитель (1973-1987) Scientific Games Inc. NYSE компания, в настоящее время компания АСЕ)
- Соизобретатель мгновенного лотерейного билета, который используются в государственных лотереях с 1974 года
- Президент Third Millennium Venture Capital Limited (l987), Third Millennium On-Line Products Inc. (с 2000) и Genetic Programming Inc. (l998) где работает и в настоящее время
- Соавтор книги под названием A State-Based Plan For Electing the President By National Popular и создатель "Соглашения между штатами для избрания президента Национального народного голосования "

## Научные книги и статьи
- Книга по теме генетическое программирование «Генетическое программирование: Программирование путем естественного отбора» издательства Массачусетского Технологического Института. Также публикует видеозапись "Генетическое программирование: The Movie"
- Книга о генетическом программировании «Генетическое программирование II: автоматическое обнаружение многократных программ»
- Книга «Генетическое программирование III: изобретение Дарвина и решения проблем» (Джон Р. Коза , Форрест H III Беннетт, Дэвид Андре, и Мартин А. Кин). Также публикует Видеозапись Генетическое программирование III: Человек-Машина конкурентной разведки (Джон Р. Коза, Форрест Беннетт, Дэвид Андре, Мартин А. Кин)
- Книга «Генетическое программирование IV: Человек-машина конкурентной разведки» (Джон Р. Коза , Мартин А. Кин, Мэтью Стритер, Уильям Mydlowec, Йессен Ю., и Гвидо Ланца)
- Автор около 200 научных работ и соавтор многих других работ. Большинство из этих документов доступны в PDF формате

## Учебники
• AAAI-2004 tutorial on automated invention using genetic programming at American Association for Artificial Intelligence conference (AAAI-2004) in San Jose on July 25, 2004. This is John Koza'sportion (but not Lee Spector's portion) of this 4-hour tutorial.

• GECCO-2004 tutorial on genetic programming presented at the Genetic and Evolutionary Computation Conference (GECCO) in Seattle in June 2004.

• EH-2004 invited talk on industrial-strength analog circuit synthesis by means of genetic programming presented at the NASA/DoD Conference on Evolvable Hardware (EH-2004) in Seattle in June 2004.

• GPTP-2004 talk on industrial-strength analog circuit synthesis by means of genetic programming presented at the Genetic Programming Theory and Practice (GPTP) conference in Ann Arbor on May 14, 2004 organized by the University of Michigan Center